# Edouard Descamps
Edouard Eugène François Descamps (* 27. August 1847 in Belœil; † 17. Januar 1933 in Brüssel) war ein belgischer Jurist und Politiker. Er wirkte unter anderem als Professor für Völkerrecht an der Katholischen Universität Löwen, von 1898 bis 1932 als Mitglied des belgischen Senats sowie von 1907 bis 1910 als Minister für Kunst und Wissenschaften seines Heimatlandes. In Anerkennung seines Wirkens wurde er unter anderem in das Institut de Droit international, in die Académie royale des Sciences, des Lettres et des Beaux-Arts de Belgique, die französische Académie des sciences morales et politiques und die französische Ehrenlegion aufgenommen.

## Leben

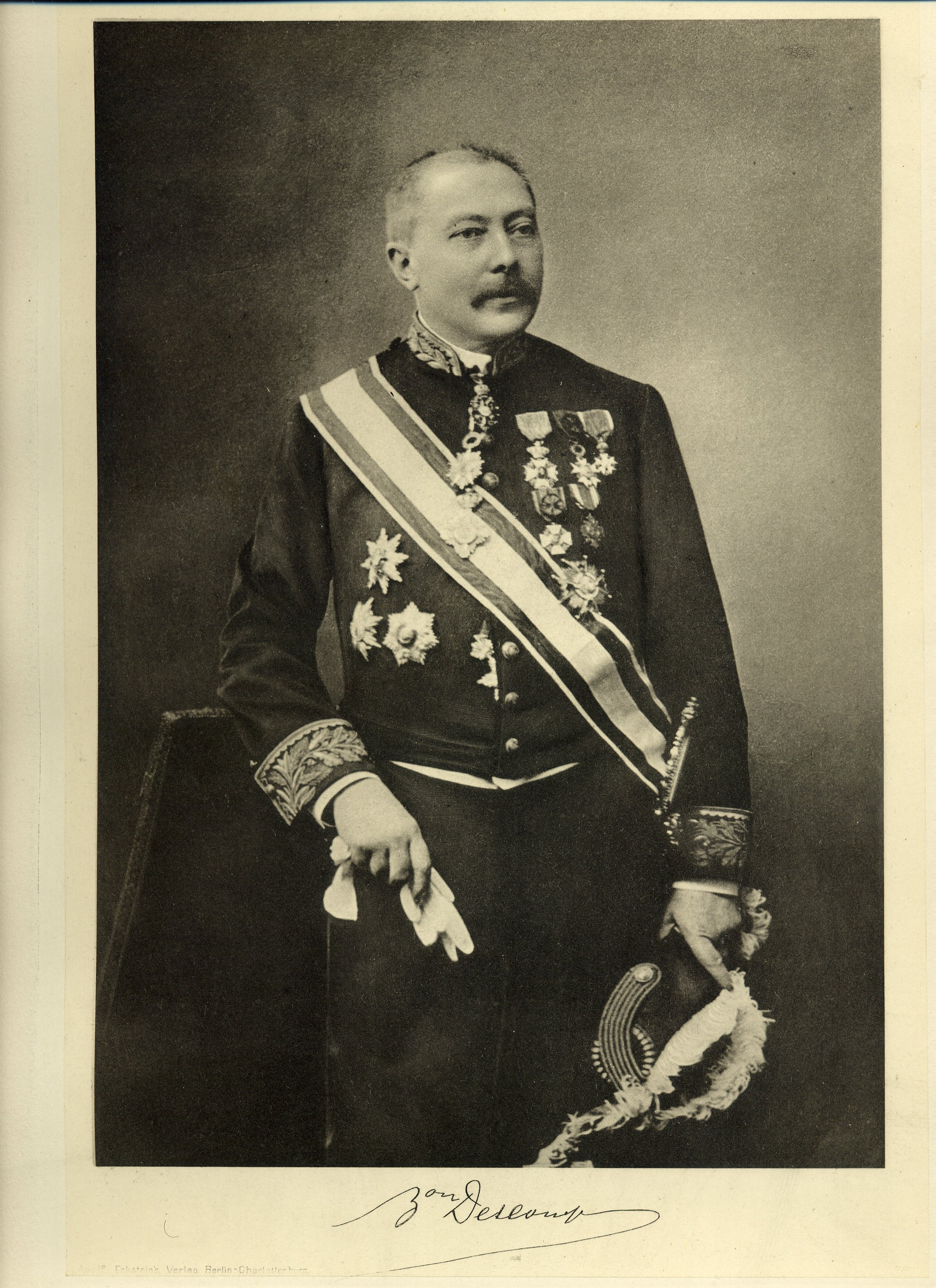
Edouard Descamps

Edouard Descamps wurde 1847 in Belœil geboren und absolvierte ein Studium an der Katholischen Universität Löwen, das er 1869 mit der Promotion in Rechtswissenschaften sowie ein Jahr später in Politik- und Staatswissenschaften abschloss. 1872 wurde er an der Löwener Universität zum außerordentlichen und fünf Jahre später zum ordentlichen Professor für Völkerrecht ernannt. Von 1898 bis 1932 gehörte er für die Katholieke Partij dem belgischen Senat an und war während dieser Zeit von 1901 bis 1907 sowie von 1911 bis 1914 dessen Vizepräsident. In den Jahren von 1907 bis 1910 fungierte er als Minister für Kunst und Wissenschaften.
Darüber hinaus wirkte er als Generalsekretär und Präsident der Interparlamentarischen Union sowie als Mitglied des Ständigen Schiedshofs in Den Haag. Wesentlich beteiligt war Edouard Descamps an der Ausarbeitung des Statuts des ab 1922 bestehenden Ständigen Internationalen Gerichtshof (StIGH), der 1945 durch den bis in die Gegenwart existierenden Internationalen Gerichtshof abgelöst wurde. Bei den ersten Richterwahlen für den StIGH im September 1921 wurde er durch Belgien, Griechenland und Japan nominiert. Er wurde allerdings nicht gewählt, da er bei der Abstimmung durch die Gremien des Völkerbundes zwar im Rat die notwendige Stimmenmehrheit erhielt, nicht jedoch in der Versammlung.
Edouard Descamps starb 1933 in Brüssel.

## Auszeichnungen
Edouard Descamps gehörte ab 1892 dem Institut de Droit international an und leitete dessen 1902 in Brüssel stattfindende 20. Sitzung. In der Zeit von 1900 bis 1906 wirkte er als Generalsekretär des Instituts. Von der Katholischen Universität Löwen wurde er zum Ehrenprofessor sowie von den Universitäten Paris, Oxford und Edinburgh zum Ehrendoktor ernannt. Darüber hinaus war er Mitglied und zeitweise Präsident der Königlichen Akademie der Wissenschaften und Schönen Künste von Belgien und assoziiertes Mitglied der Académie des sciences morales et politiques (1921) sowie Großoffizier der französischen Ehrenlegion.

## Schriften (Auswahl)
- Le droit de la paix et de la guerre. Essai sur l' évolution de la Neutralité et sur la constitution du pacigérat. Paris 1898
- La neutralité de la Belgique au point de vue historique, diplomatique, juridique et politique: étude sur la constitution des états pacifiques à titre permanent. Paris und Brüssel 1902
- L'Afrique nouvelle. Essai sur l'état civilisateur dans les pays neufs et sur la fondation, l'organisation et le gouvernement de l'État indépendant du Congo. Paris 1903
- Le génie des religions. Les origines. Avec un essai liminaire sur la vérité, la certitude, la science et la civilisation. Paris 1930
- Histoire Générale comparée des missions. Paris und Brüssel 1932